# Leb den Tag zweimal
Leb den Tag zweimal ist ein Lied der deutschen Pop- und Schlagersängerin Vanessa Mai aus dem Jahr 2024. Das Stück ist die fünfte Singleauskopplung aus ihrem zehnten Studioalbum Matrix.

## Entstehung und Artwork
Das Lied wurde gemeinsam von Florian Apfl, Matthias Distel (Ikke Hüftgold), Alexandra Gallenkamp (Lucie Paradis), Dominik de Leon, Patrick Liegl (Patrick Gold) und Malin Metten geschrieben. Die Autoren Apfl, de Leon und Liegl zeichneten darüber hinaus auch für die Produktion verantwortlich. Während Vanessa Mai hierbei, nach den Singleauskopplungen Limited Edition (Februar 2024) und Nicht von dieser Erde (Januar 2024), zum dritten Mal mit Patrick Liegl zusammenarbeitete, ist es ihre erste Zusammenarbeit mit der aus Niederbayern stammenden Alexandra Gallenkamp sowie mit der Berlinerin Malin Metten. Apfl, de Leon und Distel waren in den vergangenen Monaten – in unterschiedlichen Funktionen – an diversen Single-Produktionen von Mai beteiligt, so unter anderem bei Löwenherz (März 2024), Limited Edition, Nicht von dieser Erde, Oben (November 2023), Geiles Life (Oktober 2023) oder auch Igel (September 2023).
Auf dem Frontcover der Single ist – neben Liedtitel und Interpretenangabe – Vanessa Mai zu sehen. Es zeigt sie hüftaufwärts vor einem goldbraunen Vorhang stehend, während sie einen braunen Rock sowie ein braun-weiß gestreiftes, bauchfreies Oberteil, trägt. Die Fotografie tätigte der Berliner Fotograf Paul Hüttemann.

## Veröffentlichung und Promotion
Die Erstveröffentlichung von Leb den Tag zweimal erfolgte als Single am 22. März 2024. Diese erschien als digitaler Einzeltrack zum Download und Streaming bei Ariola (Katalognummer: 19687192098). Der Vertrieb erfolgte durch Sony Music Entertainment, verlegt wurde das Lied durch BMG Rights Management und Guesstimate Publishing. Am 3. Mai 2024 erschien das Lied als Teil von Mais zehntem Studioalbum Matrix, dessen fünfte Singleauskopplung es ist.
Erstmals angekündigt wurde die Singleauskopplung am Tag vor seiner Veröffentlichung.

## Inhalt
| „Leb den Tag zweimal, wenn er doch geil war. Schalt dein’n Kopf ab, drück Repeat. Leb den Tag zweimal, halt einfach die Zeit an. Schalt den Verstand ab, alles wird.“ – Refrain, Originalauszug | Der Liedtext zu Leb den Tag zweimal ist in deutscher Sprache verfasst. Die Musik wurde gemeinsam von Florian Apfl, Matthias Distel, Alexandra Gallenkamp, Dominik de Leon, Patrick Liegl und Malin Metten komponiert; mit Ausnahme von Gallenkamp zeichneten alle Autoren auch für das Verfassen des Liedtextes zuständig. Musikalisch bewegt sich das Lied im Bereich der Popmusik, stilistisch im Bereich des Dance-Pops. Das Tempo beträgt 142 Schläge pro Minute. Die Tonart ist Cis-Dur. Inhaltlich setzt sich das Lied mit der Endlichkeit des Lebens auseinander und appelliert dazu, den Kopf auszuschalten und Erlebnisse oder gar Tage, die einem gefallen haben, zu wiederholen. |

Aufgebaut ist das Lied auf zwei Strophen und einem Refrain. Es beginnt mit der ersten Strophe, die als Vierzeiler verfasst wurde. An diese schließt sich zunächst der Prechorus an, ehe der eigentliche Refrain einsetzt. Dieser klingt wiederum mit dem Postchorus aus. Alle drei einzelnen Bestandteile des Refrains setzten sich je aus vier Zeilen zusammen. Nach dem kompletten Refrain wiederholt sich nochmal der Hauptteil, der um die fünfte Zeile „Alles wird gut“ erweitert wurde. Der gleiche Aufbau wiederholt sich mit der zweiten Strophe. Nach dem zweiten Refrain wiederholt sich im Anschluss nochmal der Hauptteil, diesmal allerdings in seiner Originalfassung. Danach endet das Lied mit einer Wiederholung des Postchorus.

## Mitwirkende
| Liedproduktion - Florian Apfl: Komposition, Liedtext, Musikproduktion - Matthias Distel (Ikke Hüftgold): Komposition, Liedtext - Alexandra Gallenkamp (Lucie Paradis): Komposition - Dominik de Leon: Komposition, Liedtext, Musikproduktion - Patrick Liegl (Patrick Gold): Komposition, Liedtext, Musikproduktion - Vanessa Mai: Gesang - Malin Metten: Komposition, Liedtext | Visualisierung - Paul Hüttemann: Fotografie Unternehmen - Ariola: Musiklabel - BMG Rights Management: Musikverlag - Guesstimate Publishing: Musikverlag - Sony Music Entertainment: Vertrieb |

## Rezensionen
Brian Berger von bergers-schlagerparadies.de ist der Meinung, dass Vanessa Mai mit Leb den Tag zweimal Musik für den Moment liefere. Einen richtigen und wichtigen „Reminder“, sich immer wieder vor Augen zu führen, dass unsere Zeit auf Erden endlich sei.
Dominik Lippe von laut.de vergab zwei von fünf Sternen für das Album Matrix und ist der Meinung, dass Leb den Tag zweimal vordergründig als Hedonismus-Hymne funktioniere, doch mit seinem Jogging-Rhythmus sei es gleichermaßen für selbsterklärte Leistungsträger beim Frühsport nutzbar.